# Femme nue couchée au bord de l'eau
Femme nue couchée au bord de l'eau et Grande Baigneuse sont des titres donnés à un tableau daté de 1869 et dont l'attribution au peintre Gustave Courbet fait débat.

## Description
Peint à l'huile sur toile, le tableau mesure 83,3 × 160 cm, hors encadrement. Il est signé « Gustave Courbet » dans le coin inférieur gauche. Au revers, on voit un tampon du marchand de couleurs « Henry & Cré », celui utilisé pour la seule année 1869.
Il représente une femme nue couchée sur son flanc gauche, sur un drap blanc posé au bord d'un cours d'eau traversant un sous-bois verdoyant. De sa main droite, elle tortille ses cheveux, et, du bout des doigts de sa main gauche, elle effleure l'eau de la rivière.

## Historique et débat d'attribution
Absente des catalogues raisonnés de l’œuvre de Courbet, la Femme nue couchée au bord de l'eau n'est pas documentée avant 2013.
Le tableau appartient au galeriste parisien Johann Naldi, qui l'a acheté pour 650 € à l'Hôtel Drouot en octobre 2013.
Après avoir acheté l’œuvre aux termes d'« un exercice d’auto-conviction », Naldi l'a fait restaurer.

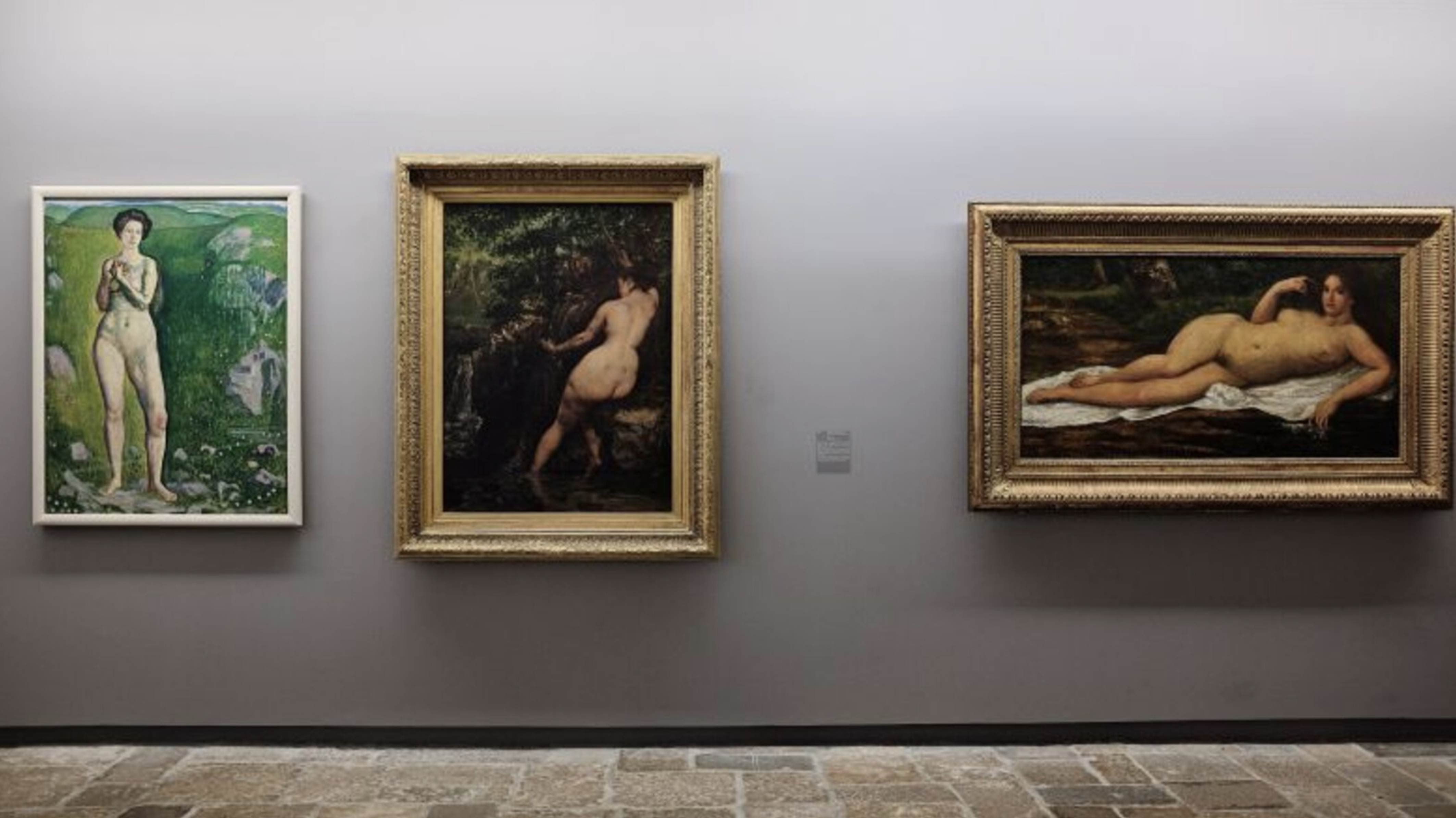
Femme nue couchée au bord de l'eau exposée au Musée Courbet, Ornans, en 2019. A gauche, Gustave Courbet, La Source, musée d'Orsay.

En 2019, le tableau est encore inconnu lorsqu'il est exposé pour la première fois, dans le cadre de l'exposition Courbet / Hodler : une rencontre au Musée Courbet à Ornans. Le commissaire de l’exposition, Niklaus Manuel Güdel, écrit alors : « Ne pas retrouver la trace d’une toile n’est, en soi, pas si rare. [...] Or, les recherches sur cette toile, aussi majeure soit-elle, n’ont rien donné quant à son pédigrée, malgré un important déploiement d’énergie. Ce nu sublime, présenté pour la première fois au public à l’occasion du bicentenaire [de la naissance de Courbet], s’inscrit à merveille dans le cycle de nus que Courbet peint dans les sous-bois et au bord de l’eau ».
En 2021, le ministère de la Culture accorde un certificat de libre circulation hors du territoire français, facilitant ainsi la vente du tableau aux enchères. Celle-ci devait avoir lieu au château d'Artigny le 4 juin 2023 sous l'égide de la maison Rouillac, qui a estimé la toile entre 300 000 et 500 000 €.
Dans leur notice de vente, les Rouillac insistent sur le fait que l’œuvre a été exposée en 2019 à côté de La Source prêtée par le musée d'Orsay. Leur formulation laissant sous-entendre que le grand musée parisien aurait ainsi validé l'authenticité de la Grande Baigneuse, le musée d'Orsay a rédigé un courrier le 26 mai afin de demander que son nom ne soit plus associé aux documents publicitaires relatifs à cette œuvre. Quelques semaines plus tôt, en réponse à une question posée par Didier Rykner, le musée avait déjà déclaré : « le fait que ce tableau ait été accroché à côté d’un autre tableau prêté par le musée d’Orsay ne vaut en aucun cas validation de l’attribution par ce dernier, le musée d’Ornans ayant la pleine maîtrise de ses projets ».
Le 21 avril, le comité Courbet, un comité d'experts lié à l'Institut Gustave-Courbet, habituellement sollicité avant des ventes internationales, a publié dans La Gazette Drouot un communiqué exprimant son regret que cette toile « n’ait à ce jour pas été soumise au Comité Courbet qui n’a donc pu l’étudier physiquement », rappelant que toute attribution à « Gustave Courbet, si souvent copié et falsifié, parfois même avec son assentiment et l’aide de ses élèves, est une entreprise bien difficile » et que la méthode collégiale du comité a « pour unique objectif de servir l’artiste et de faire le tri entre ce qu’il a peint et ces innombrables faux, pourtant affublés d’une signature ou d’une dédicace au verso ». Le comité a demandé à voir l’œuvre, mais son propriétaire, Johann Naldi, a refusé sèchement en répondant qu'il « n’a pas à se soumettre à un comité opaque, qui cherche à affirmer son périmètre ».
Faute d'acquéreur, le tableau est finalement retiré de la vente. Le commissaire-priseur, Aymeric Rouillac, déclare alors : « Le propriétaire a rêvé, il a analysé, le public était partagé, le marché a tranché ».
Luigi de Poli, Professeur agrégé d'italien, ancien doyen de la Faculté des Lettres de l'Université de Haute-Alsace et auteur d'une thèse sur La Divine Comédie, est le premier à s'interroger quant à l'attribution de l'oeuvre à Gustave Courbet. Cependant, dans son ouvrage "Gustave Courbet, Secrets d'une passion" publié en septembre 2023, l'auteur tempère : " Or, cette oeuvre - si elle est de Courbet - doit être considérée comme une pochade, comme La Dame de Munich a pu être " un morceau de bravoure ", réalisé en quelques heures pour ébaudir un public d'étudiants munichois ".
Dans une enquête réalisée par le magazine d'actualité Envoyé spécial diffusée sur France 2 le 14 décembre 2023, Sébastien Fernier, coordinateur du comité Courbet, confesse : " Moi je ne sais pas si ce tableau est un Courbet ou pas un Courbet. Je dis simplement que compte tenu des enjeux, compte tenu de la taille de ce tableau et du sujet, il est indispensable de le soumettre au comité Courbet". 